# Simon Jentzsch
Simon Jentzsch (* 4. Mai 1976 in Düsseldorf) ist ein ehemaliger deutscher Fußballtorhüter und heutiger -trainer.

## Leben
Simon Jentzsch ist der Sohn des deutschen Fußballtrainers Werner Jentzsch (u. a. TuS Homberg) und einer Engländerin. Er wuchs im Umfeld der britischen Militärkaserne in Brüggen am Niederrhein auf und besitzt auch die britische Staatsbürgerschaft.

## Laufbahn

### Als Spieler
Jentzsch spielte in seiner Jugend von 1982 bis 1991 beim SC Waldniel, von 1991 bis 1993 beim 1. FC Mönchengladbach, von Januar bis September 1992 bei VVV-Venlo und von 1993 bis 1994 beim KFC Uerdingen 05.
In seinen ersten Profijahren in Uerdingen konnte er sich nicht durchsetzen, beim Karlsruher SC schaffte er den Durchbruch und wurde Stammtorhüter. Danach spielte er für den TSV 1860 München, bevor er zur Saison 2003/04 zum VfL Wolfsburg wechselte. Im Dezember 2004 gehörte er dem Kader der deutschen Nationalmannschaft während der Asien-Reise an, kam aber nicht zum Einsatz.
Nach mäßigen Leistungen in der Vorrunde der Saison 2007/08 wurde Jentzsch vom Wolfsburger Trainer Felix Magath in der Winterpause ausgemustert. Sein Nachfolger als Stammtorwart wurde der Schweizer Nationalspieler Diego Benaglio. In der Saison 2008/09 gehörte Jentzsch nicht mehr dem Kader an, zum 31. März 2009 wurde sein Vertrag in beiderseitigem Einvernehmen aufgelöst.
Im Juni 2009 unterzeichnete Jentzsch einen Einjahresvertrag beim Zweitligisten FC Augsburg. Bereits im November wurde der Vertrag um ein Jahr verlängert, nachdem Jentzsch zum unangefochtenen Stammtorhüter geworden war. Im Mai 2011 stieg Augsburg mit Jentzsch erstmals in die Fußball-Bundesliga auf. Am 13. Mai 2013 gab er sein Karriereende zum Ende der Saison bekannt. Grund war eine im Oktober 2011 erfolgte Verletzung am rechten Ringfinger, von der er sich nicht richtig erholte.

### Als Trainer
Zur Saison 2014/15 wurde Jentzsch Torwarttrainer bei Fortuna Düsseldorf. Jentzsch löste seinen Vertrag zum Ende der Saison 2015/16 aus privaten Gründen auf.
Seit dem Sommer 2019 ist er beim FC Bayern München als Torwarttrainer der beiden B-Jugend-Mannschaften (U17 und U16) tätig.

## Erfolge
- U-18-Vize-Europameister 1994

## Auszeichnungen
- Gewinner des Awards „Die weiße Weste“ als bester Torhüter der 2. Bundesliga in der Saison 2010/11.

## Trivia
Simon Jentzsch hält zusammen mit dem ehemaligen "Löwen"-Keeper Thomas Zander den Bundesliga-Rekord von 7 nicht gegen ihn verwandelten Elfmetern in Folge.